# Régiment du train français
 (juin 2013).
Si vous disposez d'ouvrages ou d'articles de référence ou si vous connaissez des sites web de qualité traitant du thème abordé ici, merci de compléter l'article en donnant les références utiles à sa vérifiabilité et en les liant à la section « Notes et références ».
Les régiments de l'arme du train

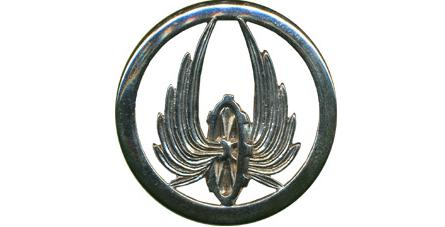
Insigne de béret du train.

sont des unités de l'Armée de terre française spécialisés dans le soutien opérationnel et la logistique. Ils organisent et coordonnent la logistique militaire, le transport (matériel, munitions, ravitaillement), la livraison par air et en mer, ainsi que l'appui au mouvement (la circulation routière) de l'Armée de terre française.

## Historique

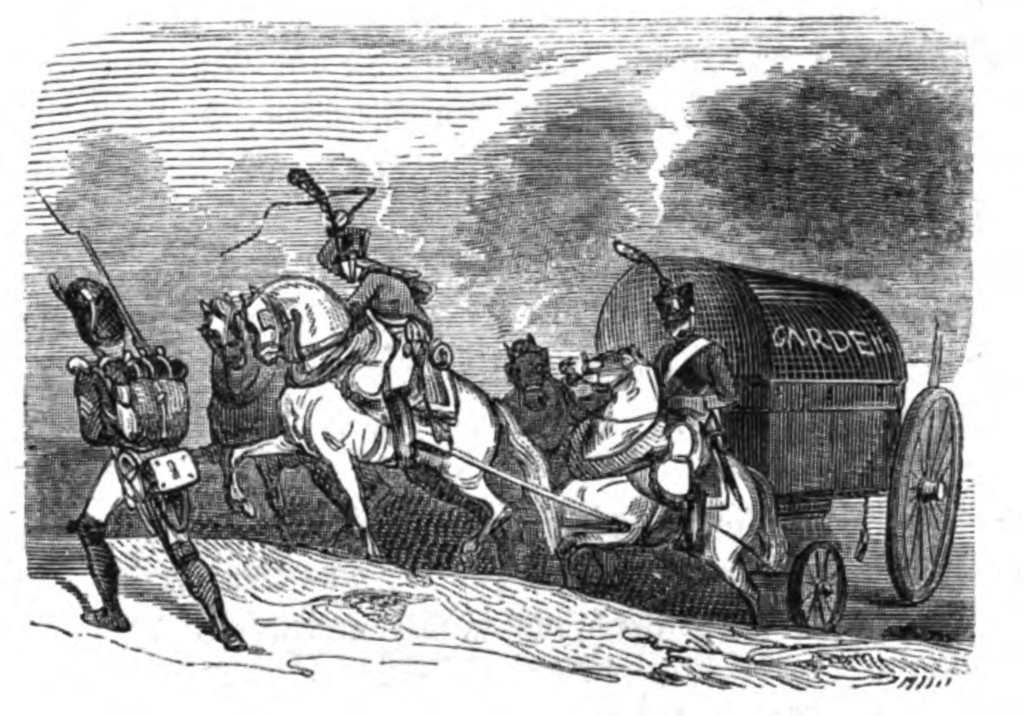
Équipage du train de la Garde impériale.

Le 26 mars 1807 au quartier général d'Osterode en Prusse-Orientale, l'empereur Napoléon signa le décret portant sur création du train des équipages militaires. Il organisait ainsi le soutien de ses armées avec ses propres troupes, abandonnant l'emploi d'entreprises réquisitionnées ou soumissionnaires.
À leur création, les bataillons sont placés au plus près de leur emploi, sous les ordres des commissaires de l'administration militaire, future intendance. Devenu une arme en 1875, il ne devint totalement autonome qu'en 1945. Arme du soutien et de l'appui au mouvement dans toute la profondeur du champ de bataille, le train est largement mis à l'épreuve dans les opérations extérieures[réf. nécessaire].

### Train des équipages: le Groupe 22-3 (1939-1940)
Ce groupe formé à Caen avec des éléments de réserve entre le 2 et le 10 septembre 1939, comprenaient les 825e, 826e, 827e et 828e compagnies de transport. En souvenir du passé, il avait pris comme emblème une tête de cheval.
Dès le 12 septembre il s'établit aux environs de Toul et ses compagnies sont affectées au transport des troupes, des matériaux et des munitions pour la ligne Maginot. Le volume des transports à effectuer augmentant, pour atteindre une rotation plus accélérée, un échelon avancé est alors créé à Francalstroff. Le commandant Pestre prend alors le commandement du groupe qu'il conservera jusqu'à l'Armistice. 
Au mois de décembre 1939 ses compagnies relevées vont cantonner à Chérry, près de Château-Thierry, puis à Chaumont-en-Vexin et le 22 mars à Landernau pour prendre part au travail d'embarquement des troupes alpines pour Narvick. C'est là que le déclenchement de l'offensive allemande du 10 mai trouve le groupe  qui vient se rassembler à Chaumont-en-Vexin. Désormais les compagnies de jour et de nuit, effectuent des transports de troupes et de munitions, notamment dans la région de Reims  et de Rethel. Surpris par l'avance rapide de l'ennemi, un convoi est fait prisonnier à la Saboterie, cependant que le gros des effectifs se rassemble à Dienville  dans l'Aube près de Brienne-le-Château : les diverses sections desservent alors le dépôt de munitions qui s'y trouve et la 826e compagnie restera à St-Lèger-sur-Brienne jusqu'à la dernière limite de l'avance allemande. 
Les 827e et 828e effectuent diverses missions sur les différents points du front. Ensuite ces compagnies sont dirigées de Châteaudun  et Salbris pour évacuer les dépôts de munitions de la région. LA 826e vient les y rejoindre subissant hélas des bombardements aériens meurtriers.
Chargés d'obus, les camions du Groupe , en formation régulière, gagnent rapidement le Sud-Ouest de la France et se dirigent sur Sète pour y être embarqués vers l'Afrique du Nord. Mais un ordre du grand quartier général annule cet embarquement. Le groupe bivouaque à Laverune et dans les villages des environs de Montpellier où les hommes seront démobilisés pour regagner en majorité leur Normandie natale

## Étendard
Le train reste l'arme pour laquelle un étendard unique existe pour tous les corps.
Pourquoi un étendard et non un drapeau ? Tout simplement sa taille plus petite était mieux adaptée aux activités de certaines unités, comme la cavalerie.

### Historique
C'est en 1811 seulement, le 27 décembre que le premier étendard est accordé au train des équipages militaires, mais il devra rester chez le premier inspecteur d'artillerie. Confectionné selon les directives de Napoléon quelques mois plus tard, il semble avoir été présenté aux bataillons à Mayence au cours du deuxième trimestre 1812. Aucune trace n'en a été conservé de même qu'on ne sait pas ce qu'il est devenu.
Oublié lors de la remise des drapeaux du 7 septembre 1814, le train des équipages militaires reçoit son deuxième étendard le 1er juin 1815, lors de l'assemblée du Champ de mai, ainsi que les autres armes. L'étendard est confié au 1er escadron du train des équipages cantonné à Vincennes et issu de la garde impériale. Au lendemain de Waterloo, l'armée est licenciée par Louis XVIII et les drapeaux ou étendards détruits, les aigles au pilon. L'étendard pourrait avoir subi le même sort le 22 octobre 1815 bien qu'il ne figure pas sur le procès-verbal de destruction.
Il faut attendre le 20 avril 1848, sur la place de l'Étoile à Paris pour que le train des équipages militaires reçoive son troisième emblème, après avoir combattu en Afrique et s'être plus particulièrement distingué en Algérie. Il demeure à la garde du 4e escadron du train des équipages militaires (Vernon) jusqu'à sa destruction le 10 mai 1852 après la remise sur décision de Louis-Napoléon des nouveaux emblèmes.
Le 10 mai 1852, au Champ de Mars, Louis-Napoléon remet la nouvelle aigle certainement confiée encore au 4e escadron qui avait migré à Paris.
À la proclamation de l'Empire, l'étendard est refait pour porter l'inscription « L'Empereur Napoléon III au Corps des Équipages Militaires ». L'étendard est déposé en 1860 à la direction de l'artillerie lors de la remise du commandement des établissements constructeurs du train des équipages au service de l'intendance. On ne garde aucune trace de cet étendard.
Les drapeaux sont rétablis en 1879 par la IIIe République, mais le train est sauvé de l'oubli par l'initiative du chef d'escadron Joseph Parizot, commandant le 19e escadron de Paris, qui écrivit au gouverneur de Paris pour lui exprimer l'émotion des combattants du train privés de leur étendard. Le 14 juillet 1880 le sixième étendard est remis au 19e (Vincennes). Il est ultérieurement gardé en alternance avec le 20e escadron (Versailles) du train des équipages militaires. L'étendard est reversé au service historique lors du changement d'appellation du train des équipages militaires en train, changement édicté par l'article premier de la loi du 28 mars 1928. Il est actuellement conservé par le musée de l'Armée.
Le septième étendard est remis au 19e escadron du train en 1930. Après avoir été préservé pendant la Seconde Guerre mondiale, il reste avec le train en Allemagne jusqu'en 1946 avant d'être confié à la garde du 1er escadron du train à Paris. Il est déposé en septembre 1957 au musée de l'arme à Tours.
Le huitième étendard est remis le 28 mai 1957 au 1er régiment du train. Il est remplacé en 1972 et déposé au musée de l'arme à Tours.
Le neuvième étendard est aussi confié au 1er régiment du train à Paris. En 1979, les régiments du train reçoivent chacun un étendard mais l'étendard du train est toujours conservé par le 1er régiment du train à Paris jusqu'à la dissolution de ce régiment en 2002.
Le dixième étendard est confié à la garde de l'école de la logistique et du train à Tours.

### Inscriptions
- 1811 : première aigle
  - Aucune archive ne permet de décrire précisément cet étendard.
- 1815 : seconde aigle
  - Avers : l'Empereur Napoléon aux escadrons du train des équipages militaires
  - Revers : Valeur et Discipline
- 1848 :
  - Avers : Unité Liberté Égalité Fraternité – République française – corps des équipages militaires
  - Revers : Valeur et Discipline
- Mai 1852 :
  - Avers : Louis-Napoléon III au corps des équipages militaires
  - Revers : Honneur et Patrie – R.F. – Pologne 1807 – Espagne 1808 – Russie 1812 – Algérie 1830 – Rome 1849
- Septembre 1852 :
  - Avers : l'Empereur Napoléon III au corps des équipages militaires
  - Revers : Honneur et Patrie – R.F. – Pologne 1807 – Espagne 1808 – Russie 1812 – Algérie 1830 – Rome 1849
- 1880 :
  - Avers : République française – train des équipages militaires
  - Revers : Honneur et Patrie – Espagne – Russie – Algérie – Crimée – Extrême-Orient
- 1924 :
  - Avers : République française – escadrons du train
  - Revers : Honneur et Patrie – Espagne – Russie – Algérie – Crimée – Extrême-Orient – Madagascar – Maroc 1908-1914 – Grande Guerre 1914-1918
- 1930 :
  - Avers : République française – train
  - Revers : Honneur et Patrie – Espagne 1808 – Russie 1812 – Algérie 1830-1871 – Crimée 1854-1855 – Extrême-Orient 1884-1885 – Madagascar 1895 – Maroc 1908-1914 – Grande Guerre 1914-1918
- 1949 :
  - Avers : République française – train
  - Revers : Honneur et Patrie – Espagne 1808 – Russie 1812 – Algérie 1830-1871 – Crimée 1854-1855 – Extrême-Orient 1884-1885 – Madagascar 1895 – Maroc 1908-1914 – Grande Guerre 1914-1918 – Guerre 1939-1945
- 1957 :
  - Avers : République française – escadrons du train
  - Revers : Honneur et Patrie – Espagne 1808 – Russie 1812 – Algérie 1830-1871 – Crimée 1854-1855 – Extrême-Orient 1884-1885 – Madagascar 1895 – Maroc 1908-1914 – Grande Guerre 1914-1918 – Guerre 1939-1945 – Indochine 1945-1954
- 1957 :
  - Avers : République française – train
  - Revers : Honneur et Patrie – Espagne 1808 – Russie 1812 – Algérie 1830-1871 – Crimée 1854-1855 – Extrême-Orient 1884-1885 – Madagascar 1895 – Maroc 1908-1914 – Grande Guerre 1914-1918 – Guerre 1939-1945 – Indochine 1945-1954
- 1993 :
  - Avers : République française – train
  - Revers : Honneur et Patrie – Espagne 1808 – Russie 1812 – Algérie 1830-1871 – Crimée 1854-1855 – Extrême-Orient 1884-1885 – Madagascar 1895 – Maroc 1908-1914 – Grande Guerre 1914-1918 – Guerre 1939-1945 – Indochine 1945-1954
- 19 novembre 2004 :
  - Avers : République française – train
  - Revers : Honneur et Patrie – Espagne 1808 – Russie 1812 – Algérie 1830-1871 – Crimée 1854-1855 – Extrême-Orient 1884-1885 – Madagascar 1895 – Maroc 1908-1914 – Grande Guerre 1914-1918 – Guerre 1939-1945 – Indochine 1945-1954 – A.F.N. 1952-1962

### Décorations
- 3 juillet 1930 : croix de chevalier de la Légion d'honneur ;
- 8 juin 1957 : croix de guerre des théâtres d'opérations extérieures avec palme.

### Couleurs et formes
- 1811 : aigle en cuivre doré. Cravate : bleu, blanc, rouge en bandes verticales. Tablier et hampe : couleur et forme non connues ;
- 1815 : aigle en cuivre doré. Hampe bleue, tablier bleu blanc rouge. Broderie et frange d'or. Cravate tricolore ;
- 1848 : l'aigle est remplacée par un fer de lance en cuivre doré ;
- 1880 : fer de lance en bronze doré.

### Aigle
Une aigle est une enseigne nationale ou militaire représentant un aigle, figure héraldique représentant un aigle vu de face. Les aigles de l'Empire ne tenaient pas des traditionnels aigles héraldiques mais d'une représentation plus proche de la forme réelle du rapace et des traditions romaines. L'oiseau, doré, est présenté de face, la tête tournée vers la gauche, les ailes à demi déployées, sur un foudre et fixé au sommet de la hampe.
Les 1 070 premières aigles impériales ont été remises le 5 décembre 1804, sur le Champ de Mars.

## Liste des unités du Train
- Détachement de circulation routière du Premier Corps d'Armée
- Régiment de soutien du combattant
- 1er régiment du train
- 1er régiment du train parachutiste
- 4e régiment du train
- 7e régiment du train
- 7e régiment parachutiste de commandement et de soutien
- 14e régiment d'infanterie et de logistique parachutiste
- 15e régiment du train devenu 15e bataillon du train à Limoges dissolution le 19 mai 2011
- 20e régiment du train
- 61e escadron de quartier général
- 61e bataillon de commandement et de transmissions
- 83e régiment de soutien
- 120e régiment du train
- 121e régiment du train
- 126e régiment du train
- 135e régiment du train
- 152e centre d'instruction (Laon)
- 153e centre d'instruction (Auvours)
- 163e centre d'instruction du train (Troupes d'occupation en Allemagne), Bad Herrenalb de 1947 à 1949, puis à Horb am Neckar Dissous en 1963 (CIT 163)
- 354e groupe de transport (1946-1962)
- 500e groupe de transport (1944-1960)
- 501e groupe de transport (1939-1979)
- 503e régiment du train
- 504e groupe de transport maritime
- 505e régiment du train
- 506e groupe de transport (1944-1964)
- 508e régiment du train
- 511e régiment du train
- 512e régiment du train
- 515e régiment du train
- 516e régiment du train
- 517e régiment du train
- 519e régiment du train
- 520e régiment du train (1944-1964)
- 521e régiment du train
- 522e régiment du train
- 523e groupe de transport
- 524e groupe de transport lourd Ste.-Marthe à Marseille dissout en 1979 par le Lt. Col. Maudier
- 525e régiment du train (Arras – Beauvais)
- 526e régiment du train
- 529e groupe de transport (1949-1960)
- 530e groupe de transport (1949-1960)
- 535e groupe de transport
- 584e bataillon de marche du train (Algérie)
- 585e régiment du train
- 586e régiment du train
- Bataillon de commandement et de soutien de la brigade franco-allemande
- Bataillon de quartier général du corps européen
- 61e compagnie de circulation routière devenu le 61e escadron de circulation
- 601e régiment de circulation routière
- 602e régiment de circulation routière
- 604e régiment de circulation routière
- 615e régiment de circulation routière
- 619e régiment de circulation routière
- 622e régiment de circulation routière
- 625e régiment de circulation routière
- 643e bataillon de soutien de quartier général
- 680e régiment de circulation routière